# Castel gothique
Le castel gothique est situé à Vichy (France).

## Localisation
La villa est située sur la commune de Vichy, au 25 boulevard de Russie, dans le département de l'Allier, en région Auvergne-Rhône-Alpes.

## Description
Édifice construit à la fin du XIXe siècle construite dans le courant historiciste, cette villa néo-gothique est le plus bel exemple du genre à Vichy. L'architecte s'efforça, à partir de formes du gothique flamboyant, de créer une silhouette pittoresque jouant sur le relief (logette centrale en encorbellement sur culot et ressauts ; garde-corps flamboyant ; lucarnes en fronton ; pignon ; archivolte en accolade en pénétration dans un chambranle oblong ; grandes baies) , sur l'opposition des matériaux et sur le décor (sculpture ; vitraux). 

## Historique
L'édifice est inscrit partiellement au titre des monuments historiques par arrêté du 4 mars 1991.

## Protection
Éléments protégés : la villa, y compris la cage d'escalier et les décors intérieurs (vitraux).

## Galerie

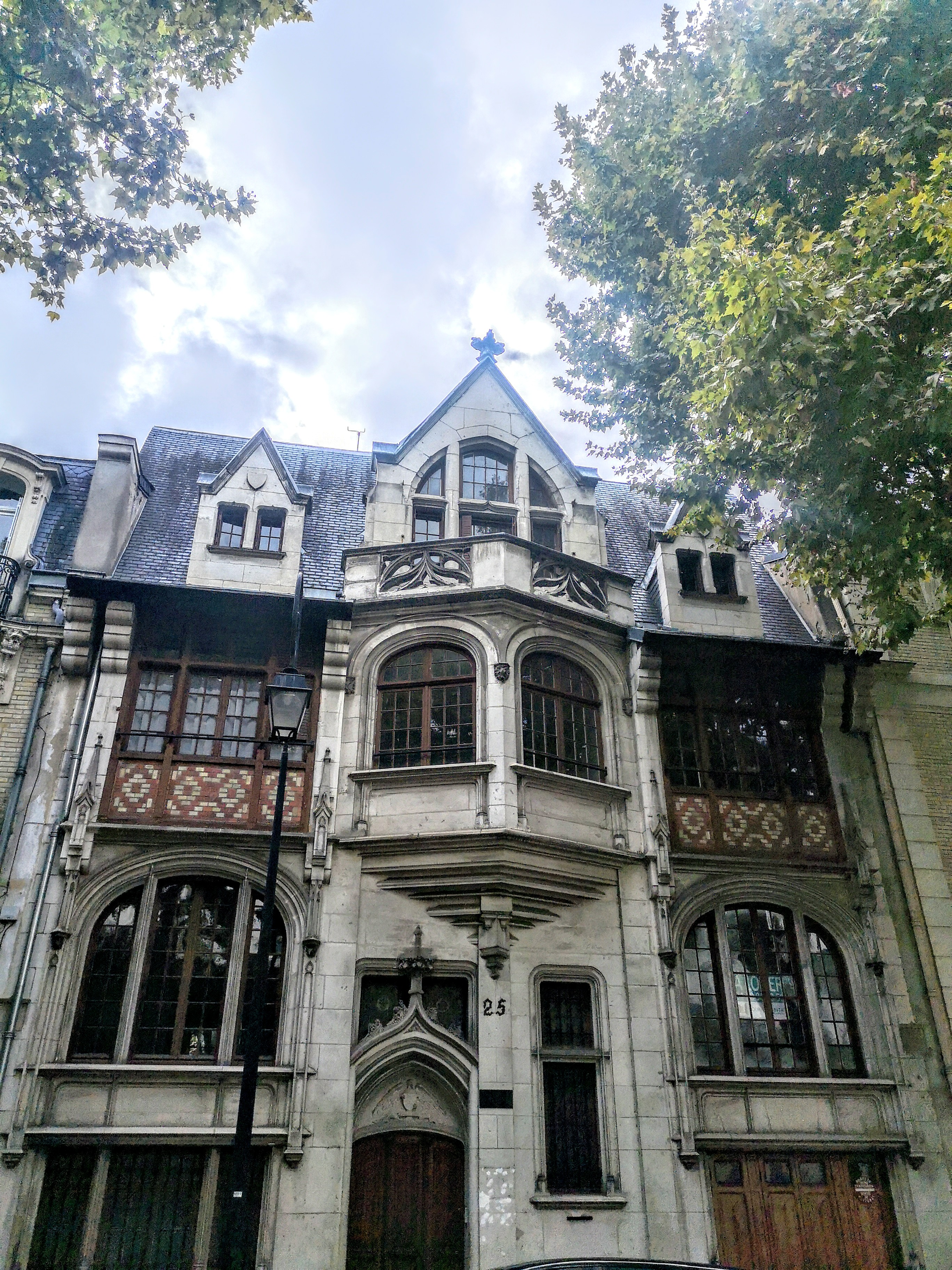
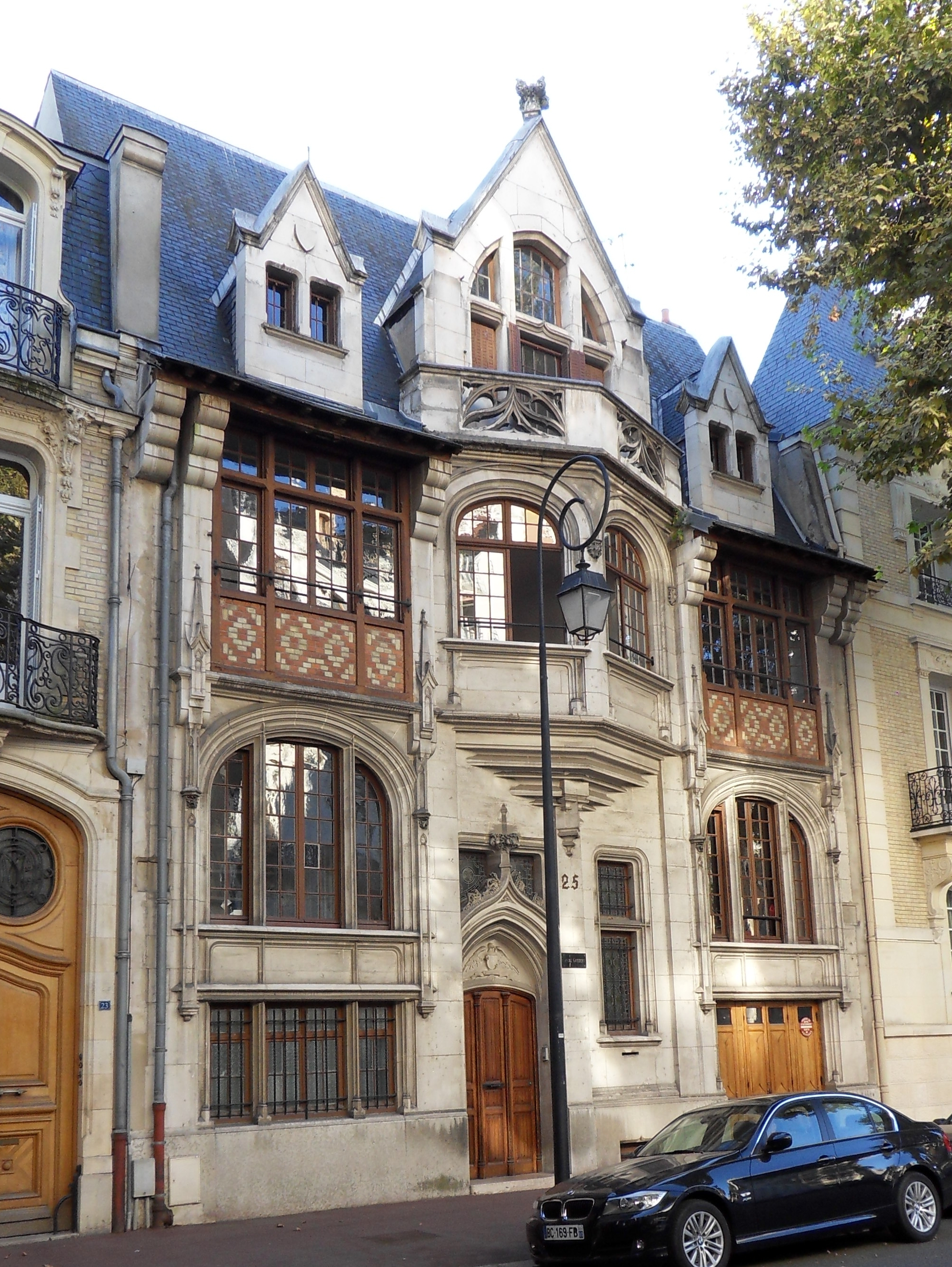
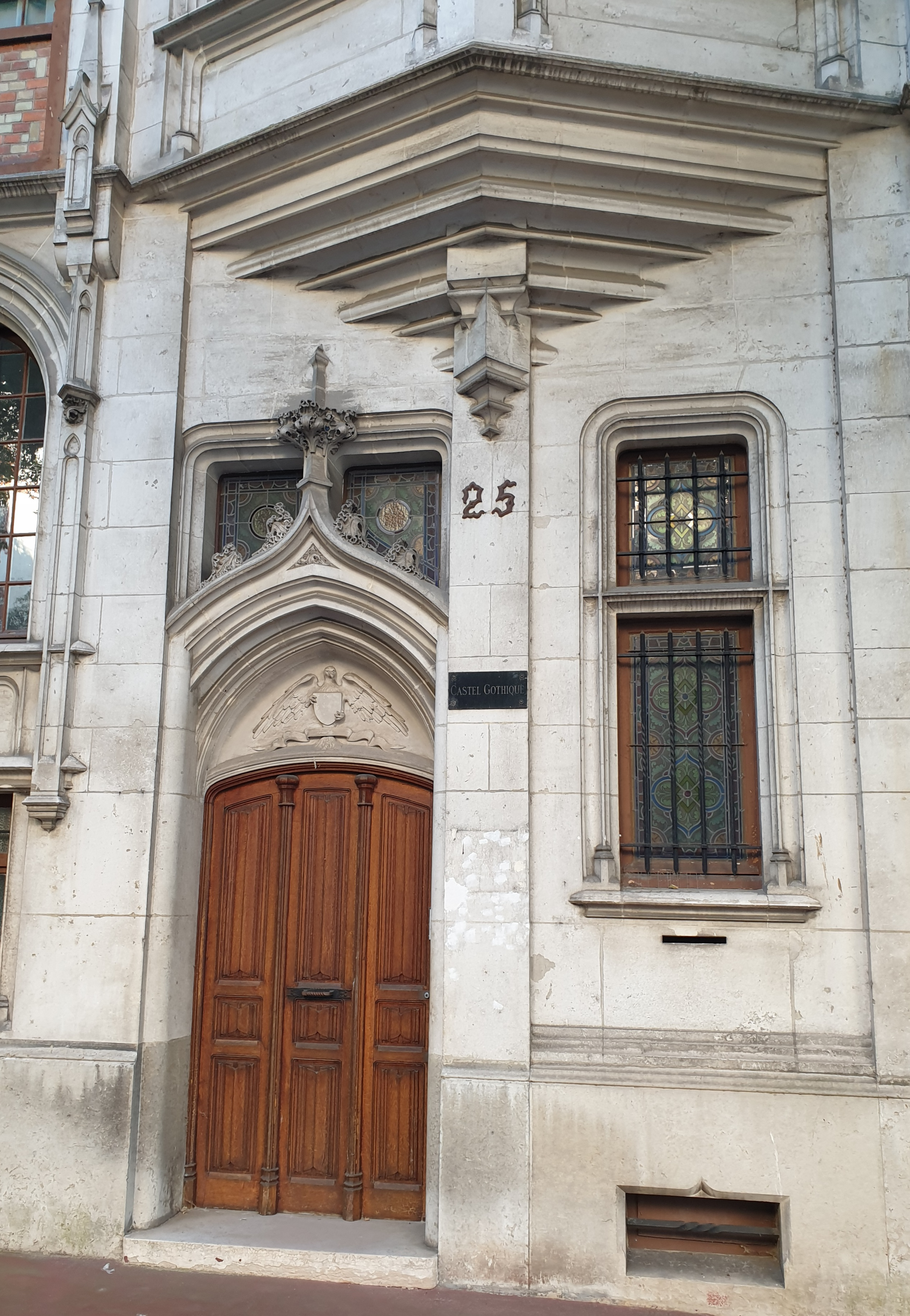
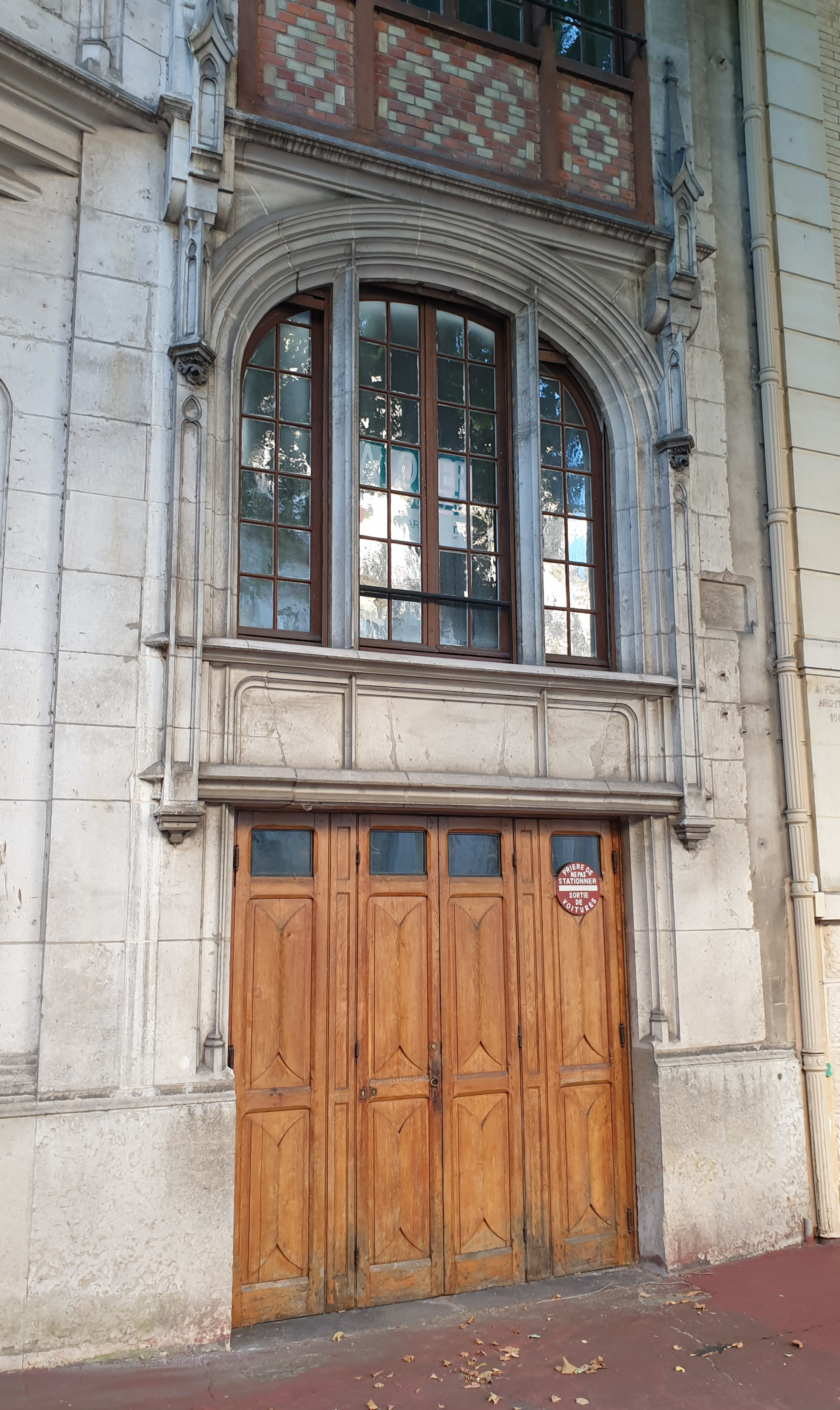